# Damon Knight Memorial Grand Master
Az Amerikai Science Fiction Írók Egyesületének (SFWA) írói ítélik oda a Damon Knight Memorial Grand Master díjat, amelyet élő író kaphat meg science fiction és/vagy fantasy életművéért. 
- Az SFWA elnöke jelöli,
- Az SFWA többségi szavazat alapján dönt a díjról
- Nebula-díj bankettjén nyújtják át.

## Díjazottak
- Robert A. Heinlein (1975)
- Jack Williamson (1976)
- Clifford D. Simak (1977)
- L. Sprague de Camp (1979)
- Fritz Leiber (1981)
- Andre Norton (1984)
- Arthur C. Clarke (1986)
- Isaac Asimov (1987)
- Alfred Bester (1988)
- Ray Bradbury (1989)
- Lester Del Rey (1991)
- Frederik Pohl (1993)
- Damon Knight (1995)
- A. E. van Vogt (1996)
- Jack Vance (1997)
- Poul Anderson (1998)
- Hal Clement (Harry Stubbs) (1999)
- Brian W. Aldiss (2000)
- Philip José Farmer (2001)
- Ursula K. Le Guin (2003)
- Robert Silverberg (2004)
- Anne McCaffrey (2005)
- Harlan Ellison (2006)
- James Gunn (2007)
- Michael Moorcock (2008)
- Harry Harrison (2009)
- Joe Haldeman (2010)
- Connie Willis (2012)
- Gene Wolfe (2013
- Samuel R. Delany (2014)
- Larry Niven (2015)
- C. J. Cherryh (2016)
- Jane Yolen (2017)
- Peter S. Beagle (2018)
- William Gibson (2019)
- Lois McMaster Bujold (2020)
- Nalo Hopkinson (2021)